# Парк Риџ (Њу Џерзи)
Парк Риџ (енгл. Park Ridge) град је у америчкој савезној држави Њу Џерзи.

## Демографија
По попису из 2010. године број становника је 8.645, што је 63 (-0,7%) становника мање него 2000. године.
| Група             | 2000.         | 2010.         |
| Белци             | 7.778 (89,3%) | 7.288 (84,3%) |
| Афроамериканци    | 75 (0,9%)     | 90 (1,0%)     |
| Азијати           | 336 (3,9%)    | 525 (6,1%)    |
| Хиспаноамериканци | 463 (5,3%)    | 669 (7,7%)    |
| Укупно            | 8.708         | 8.645         |